# Pterostylis clavigera
Pterostylis clavigera är en orkidéart som beskrevs av Robert Desmond David Fitzgerald. Pterostylis clavigera ingår i släktet Pterostylis och familjen orkidéer. Inga underarter finns listade i Catalogue of Life.